# Lauren Macuga
Lauren Macuga (Troy, 4 luglio 2002) è una sciatrice alpina statunitense.

## Biografia
Lauren Macuga, originaria di Park City, è sorella della saltatrice con gli sci Samantha e della sciatrice freestyle Alli; attiva dal dicembre del 2018, in Nor-Am Cup ha esordito il 19 marzo 2019 a Sugarloaf in discesa libera (10ª) e ha conquistato il primo podio il 13 dicembre successivo a Lake Louise in supergigante (3ª); ha debuttato in Coppa del Mondo il 3 dicembre 2021 nella medesima località in discesa libera (49ª) e ai successivi Mondiali juniores di Panorama 2022 ha vinto la medaglia di bronzo nella medesima specialità. Il 22 marzo 2023 ha conquistato a Whistler in discesa libera la prima vittoria in Nor-Am Cup e il 12 gennaio 2025 la prima vittoria in Coppa del Mondo, nonché primo podio, a Sankt Anton am Arlberg in supergigante; ai Mondiali di Saalbach-Hinterglemm 2025, sua prima presenza iridata, ha vinto la medaglia di bronzo nel supergigante e si è classificata 5ª nella discesa libera e 4ª nella combinata a squadre. Non ha preso parte a rassegne olimpiche.

## Palmarès

### Mondiali
- 1 medaglia:
  - 1 bronzo (supergigante a Saalbach-Hinterglemm 2025)

### Mondiali juniores
- 1 medaglia:
  - 1 bronzo (discesa libera a Panorama 2022)

### Coppa del Mondo
- Miglior piazzamento in classifica generale: 17ª nel 2025
- 2 podi (1 in discesa libera, 1 in supergigante):
  - 1 vittoria (in supergigante)
  - 1 secondo posto (in discesa libera)

#### Coppa del Mondo - vittorie
| Data            | Località               | Paese   | Specialità |
| --------------- | ---------------------- | ------- | ---------- |
| 12 gennaio 2025 | Sankt Anton am Arlberg | Austria | SG         |

Legenda:

SG = supergigante

### Nor-Am Cup
- Miglior piazzamento in classifica generale: 8ª nel 2022
- Vincitrice della classifica di discesa libera nel 2023
- 7 podi:
  - 2 vittorie
  - 3 secondi posti
  - 2 terzi posti

#### Nor-Am Cup - vittorie
| Data          | Località | Paese  | Specialità |
| ------------- | -------- | ------ | ---------- |
| 22 marzo 2023 | Whistler | Canada | DH         |
| 23 marzo 2023 | Whistler | Canada | DH         |

Legenda:

DH = discesa libera

### Campionati statunitensi
- 1 medaglia:
  - 1 bronzo (discesa libera nel 2021)